# Mutilació genital femenina
La mutilació genital femenina (MGF) consisteix en l'ablació o extirpació de part dels genitals externs femenins, amb mitjans quirúrgics rudimentaris o no. La mutilació ritual sempre comprèn la clitoridectomia o ablació del clítoris.
L'OMS la defineix com tota aquella intervenció sobre els genitals externs femenins realitzada per raons culturals o socials, sense una finalitat terapèutica.
Els objectius en són varis, com el d'evitar sentir plaer sexual, que les dones puguin arribar verges al matrimoni i en mantinguin la castedat després. Les dones no sotmeses a aquesta mutilació són considerades impures i poden arribar a ser rebutjades en les cultures on es practica.
L'ablació és una pràctica preislàmica. Encara que alguns religiosos situen l'ablació entre els preceptes de la fe musulmana, la mutilació genital femenina ja es practicava a Àfrica temps abans que existís l'Alcorà. És a l'Àfrica on aquesta pràctica està més estesa.
A l'ablació se la coneix amb distints noms:
- Circumcisió femenina, usat com a equivalent a la circumcisió masculina en les societats musulmanes practicants.
- Ablació o infibulació, són expressions que es corresponen amb el procediment emprat per efectuar-ne la mutilació.
- Mutilació genital femenina (MGF), que és l'expressió genèrica usada per les societats científiques (OMS, UNICEF, etc.) i que va néixer en estudis inicials sobre la pràctica fets des d'una visió feminista. Reforça la idea que aquesta pràctica és una violació dels drets humans de les dones i nenes, car vulnera la seva integritat física i mental, el dret a viure lliures de violència i discriminació i en determinats casos, el dret a la vida. Alhora s'evita l'estigmatització o el judici moral. En altres contextos sanitaris, com a Egipte, es reivindica la intervenció com una pràctica mèdica dins l'especialitat de Cirurgia Genital Femenina.[3]

Aquesta pràctica es considera una violació dels drets humans de les dones és i de les nenes. Al febrer de 2016 les Nacions Unides va abordar aquest tema com una prioritat entre els Objectius de Desenvolupament Sostenible marcant-se com a referència l'any 2030 per acabar amb aquesta pràctica.

## Tipus de mutilacions genitals femenines

Figura 1: La imatge mostra els diferents tipus d'MGF i les diferències respecte a l'anatomia genital de la dona.

Existeixen diverses formes de mutilació genital femenina, classificades en quatre tipus segons l'OMS:
- Tipus I o clitoridectomia, als països islàmics anomenada sunna (de l'àrab, "tradició"): incisió al prepuci del clítoris que habitualment sol quedar intacte. Aquesta intervenció és l'única que, mèdicament, es pot comparar amb la circumcisió de l'home.
- Tipus II o excisió: ablació del clítoris total o parcial, normalment acompanyada d'una extirpació dels llavis menors. És la intervenció més freqüent i es practica a 25 països de l'Àfrica subsahariana, a Àsia (bàsicament a Indonèsia i Malàisia), a Egipte, Sudan i el Iemen. Equival al que seria l'ablació del gland del penis de l'home.
- Tipus III o infibulació (o "circumcisió faraònica"): és la manera més agressiva i consisteix en l'extirpació total del clítoris, llavis majors i menors. Després de l'acte, hi ha un cosit d'ambdós costats de la vulva fins que queda pràcticament tancada, deixant únicament una obertura estreta per la sang menstrual i l'orina. Després del part les dones solen tornar a ser reinfibulades. Es practica a Djibouti, Egipte, a algunes regions d'Etiòpia, a Mali, a Somàlia i al nord del Sudan.
- Tipus IV o altres, en les què destaquen qualsevol manipulació dels genitals amb finalitats no terapèutiques, com el pírcing o el dry sex.[3] Entre elles hi trobem la introcisió: varietat de mutilació poc freqüent però molt severa practicada per algunes tribus d'aborígens australians i pels xipibo-conibo, tribu situada al nord-est del Perú. Consisteix en un allargament de l'orifici vaginal en direcció al perineu, creant una obertura des de vagina fins a l'anus amb l'ajut d'un instrument tallant, normalment pedres esmolades o ganivets de bambú.

## Aspectes antropològics
La mutació genital femenina és una pràctica ancestral de la que se'n té constància que es practicava al segle v aC a través d'Heròdot, sorgida a l'antic Egipte, prèvia al naixement i expansió de l'Islam, que es va difondre a través de la influència de la civilització egípcia. Això explicaria que la practiquin els cristians coptes d'Egipte i del Sudan, els jueus falaixa d'Etiòpia i tribus africanes de culte animista.
La mutilació genital femenina és una pràctica cultural que es realitza en el context d'una comunitat i d'un grup, que la justifica en errònies creences des de molt diversos àmbits:
- El costum i la tradició que determinen el rol de la dona dins la comunitat.
- El control de la sexualitat i el foment de la castedat. Es creu que mitiga el desig sexual, garanteix la fidelitat i incrementa el plaer sexual masculí.
- Funcions reproductives. Hi ha la creença que les dones no mutilades no poden concebre o que millora i facilita el part, fins i tot que es pot arriscar la vida del nadó si aquest en el moment del part toca el clítoris.
- Raons d'higiene. La dona no mutilada és considerada impura i, per tant, la comunitat li prohibeix la manipulació de l'aigua i els aliments.
- Raons d'estètica, ja que hom considera els genitals com una part mancada de bellesa i excessivament voluminosa.
- Els motius religiosos. Sovint es justifica l'MGF emparant-se amb la religió, apuntant que es tracta d'un precepte islàmic emanat de l'Alcorà.

És un ritual d'iniciació en el seu origen realitzat a nenes d'alguns països d'Àfrica. Tot i ser una tradició de procedència egípcia, actualment s'ha estès a la zona d'Àfrica central i l'Àfrica del Nord i recentment a Europa, per l'emigració de la població africana. Grans estudis poblacionals duts a terme per l'OMS i UNICEF permeten anar tenint una idea més objectiva del nombre de dones i nenes afectades arreu del món. Es practica com a ritus d'iniciació de les joves d'algunes comunitats musulmanes, i fins i tot d'algunes comunitats cristianes africanes. Mentre que l'Alcorà assenyala l'obligatorietat de la circumcisió masculina, no hi diu res sobre aquesta mena de mutilació femenina. Tanmateix, segons l'Institut d'Estudis Demogràfics de França (INED) el principal factor de risc de mutilació genital és la pertinença ètnica i no pas la religió, ja que aquesta pràctica té molt a veure amb els ritus iniciàtics d'entrada a l'edat adulta d'alguns pobles i tribus. Això indica que aquest ritual és imprescindible pel futur accés de les nenes al món adult, independentment que es parli d'una pubertat social i no fisiològica.
Generalment, el tall el practiquen dones grans de la comunitat, garants de la tradició i molt respectades, amb estris tradicionals i sense mesures higièniques adients. Però en alguns països, com Egipte, la pràctica s'ha medicalitzat i es realitza habitualment en hospitals.

## Conseqüències per a la salut[10]
Aquesta pràctica comporta nombroses conseqüències per a la salut de les dones, tant immediates com a mitjà i llarg termini, en funció del grau de mutilació.
La mutilació genital femenina produeix un dolor intens, que dificulta la micció i provoca una retenció de l'orina, i una hemorràgia que pot arribar a ser molt greu i fins i tot a provocar la mort. L'ús de material quirúrgic no esterilitzat ocasiona infeccions locals de la ferida, que en alguns casos causa una septicèmia (presència de bacteris a la sang) mortal. A llarg termini, les dones poden patir infeccions d'orina. També pot aparèixer tètanus, hepatitis o infecció pel VIH.
Les seqüeles ginecològiques poden persistir en el temps i produir esterilitat o infertilitat. Hi ha una modificació de la sensibilitat sexual, que en molts casos provoca anorgàsmia. La mutilació genital també pot comportar complicacions en el part per a la mare i per al fetus, com esquinços, fístules i patiment fetal.
Quant a les conseqüències psicològiques, són freqüents els sentiments d'humiliació, vergonya i els terrors nocturns, així com l'ansietat i la depressió.

## Epidemiologia

Prevalença de la clitoridectomia en la infància, UNICEF SOWC 2014.

Grau de prevalença de la mutilació genital femenina a l'Àfrica cap al 2000, Afrol News.

La pràctica de l'ablació afecta actualment al voltant d'uns 200 milions de dones al món, mentre en 2008 ho havien estat 130 essent cada cop més les nenes que pateixen la mutilació, per evitar que quan siguin una mica més adultes arribin a les seves oïdes sensibilitzades per la informació que cada dia es difon els inconvenients d'aquest costum i es neguin al sotmetiment.
Segons dades de l'OMS, se sol practicar en la infància, entre la lactància i els 15 anys. A l'Àfrica, hi ha aproximadament 92 milions de dones i nenes de més de 10 anys en els que aquesta pràctica s'ha dut a terme. L'augment de la immigració ha atret aquesta pràctica a Europa. A les comarques de Girona, la majoria de dones subsaharianes majors de 30 anys en 2010 havien patit aquesta mutilació.
Hi ha ètnies practicants i altres que no ho practiquen, tot i conviure dins un mateix país o en una mateixa regió: això explica la diferència de prevalença entre països molt propers. Per exemple, els mandinga, practicants, són majoritaris a Gàmbia (prevalença estimada 76%), mentre que els wòlof, no practicants, ho són al Senegal (prevalença del 26%).

### Taula de dades per país
Percentatge de nenes i dones d'edat entre 15-49 i nenes d'entre 0-4 anys que han estat sotmeses a MGF a l'Àfrica, Indonèsia, Iraq i el Iemen. UNICEF 2016.
| País                | Percentatge de nenes i dones d'entre 15 i 45 anys amb MGF | Percentatge de nenes d'edat entre 0 i 14 anys amb MGF |
| ------------------- | --------------------------------------------------------- | ----------------------------------------------------- |
| Benín               | 9 %                                                       | 0,2 %                                                 |
| Burkina Faso        | 75 %                                                      | 13 %                                                  |
| Camerun             | 1 %                                                       | No hi ha dades                                        |
| Costa d'Ivori       | 38 %                                                      | 10 %                                                  |
| Djibouti            | 93 %                                                      | No hi ha dades                                        |
| Egipte              | 87 %                                                      | 14 %                                                  |
| Eritrea             | 83 %                                                      | 33 %                                                  |
| Etiòpia             | 74 %                                                      | 24 %                                                  |
| Gàmbia              | 75 %                                                      | 56 %                                                  |
| Ghana               | 4 %                                                       | 1 %                                                   |
| Guinea              | 97 %                                                      | 46 %                                                  |
| Guinea Bissau       | 9 %                                                       | 0,2 %                                                 |
| Iemen               | 19 %                                                      | 15 %                                                  |
| Indonèsia           | 49 %                                                      | 49 %                                                  |
| Iraq                | 8 %                                                       | No hi ha dades                                        |
| Kenya               | 21 %                                                      | 3 %                                                   |
| Libèria             | 50 %                                                      | No hi ha dades                                        |
| Mali                | 89 %                                                      | No hi ha dades                                        |
| Mauritània          | 69 %                                                      | 54 %                                                  |
| Níger               | 2 %                                                       | No hi ha dades                                        |
| Nigèria             | 25 %                                                      | 17 %                                                  |
| Rep. Centreafricana | 24 %                                                      | 1 %                                                   |
| Senegal             | 25 %                                                      | 13 %                                                  |
| Sierra Leone        | 90 %                                                      | 13 %                                                  |
| Somàlia             | 98 %                                                      | No hi ha dades                                        |
| Sudan               | 87 %                                                      | 32 %                                                  |
| Tanzània            | 15 %                                                      | No hi ha dades                                        |
| Togo                | 5 %                                                       | 0,3 %                                                 |
| Txad                | 44 %                                                      | No hi ha dades                                        |
| Uganda              | 1 %                                                       | 1 %                                                   |

En aquesta estimació "global" no estan inclosos els països de destinació de les persones migrants que practiquen l'MGF, com Europa, Japó, Austràlia o els Estats Units; ni tampoc alguns països on, sent una tradició arrelada, no es disposen de dades, com és el cas de Colòmbia, Índia, Oman, Aràbia Saudita i Malàisia.

## Situació a l'Àfrica

Prevalència de la mutilació genital femenina 2016 a l'Àfrica i l'Orient Mitjà en dones de 15 a 49 anys segons l'informe 2016 d'UNICEF. La majoria de països presenten decreixement respecte 2013

El juliol de 2003, en la seva segona cimera, la Unió Africana va adoptar el Protocol de Maputo que promou els drets de les dones i demanava la fi de l'MGF. L'acord va entrar en vigor el novembre de 2005, i el desembre de 2008, 25 països membres l'havien ratificat.
A partir del 2013, segons un informe d'UNICEF, 24 països africans tenen legislacions o decrets contra la pràctica de l'MGF; aquests països són: Benín, Burkina Faso, República Centreafricana, Txad, Costa d'Ivori, Djibouti, Egipte, Eritrea, Etiòpia, Ghana, Guinea, Guinea Bissau, Kenya, Mauritània, Níger, Nigèria (des de 2015), Senegal, Somàlia, Sudan (alguns estats), Tanzània, Togo i Uganda (vegeu la pàgina 9 de l'informe) i Zàmbia i Sud-àfrica. El 2015, el president de Gàmbia Yahya Jammeh va prohibir l'MGF.

### Senegal
La mutilació genital femenina està present al Senegal. Segons l'enquesta de 2005, la taxa de prevalença de l'MGF era del 28% de totes les dones d'entre 15 i 49 anys. Hi havia diferències significatives en la prevalença regional. L'MGF està més estesa al sud del Senegal (94% a la regió de Kolda) i al nord-est del Senegal (93% a la regió de Matam). Les taxes d'MGF són més baixes a altres regions: Tambacounda (86%), Ziguinchor (69%) i menys del 5% a les regions de Diourbel i Louga. El Senegal és un 94% musulmà. La taxa de prevalença de l'MGF varia segons la religió: el 29% de les musulmanes han patit MGF, el 16% de les animistes i l'11% de les cristianes.
Una llei que es va aprovar el gener de 1999 feia il·legal l'MGF al Senegal. El president Diouf havia demanat la fi d'aquesta pràctica i una legislació que la prohibís. La llei modifica el Codi Penal per convertir aquesta pràctica en un fet delictiu, castigat amb una pena d'un a cinc anys de presó. Un portaveu del grup de drets humans RADDHO (l'Assemblea Africana per a la Defensa dels Drets Humans) va assenyalar a la premsa local que "L'adopció de la llei no és el final, ja que encara caldrà aplicar-la de manera efectiva perquè les dones se'n beneficiïn. El Senegal va ratificar el Protocol de Maputo el 2005.

### Gàmbia

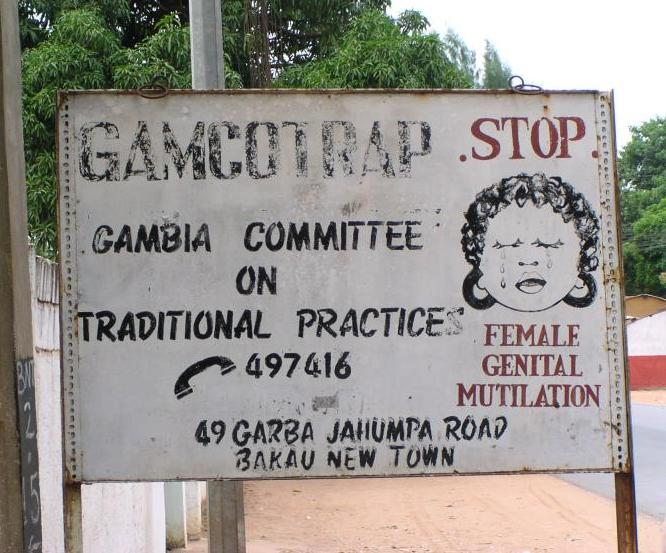
Senyal anti-MGF, Bakau, Gàmbia, 2005

La mutilació genital femenina és freqüent a Gàmbia. Una enquesta de l'UNICEF de 2006 va trobar una taxa de prevalença del 78,3% a Gàmbia. En un informe de 2013, s'estima que el 76,3% de les nenes i dones han estat sotmeses a l'MGF. Com que l'MGF és menys freqüent entre les dones més joves segons la Universitat de la City de Londres el 2015, això va suggerir un descens de la pràctica.
La religió predominant de Gàmbia és l'Islam (90%), i té molts grups ètnics. Les taxes de prevalença de l'MGF varien significativament entre els grups ètnics: soninké (taxa d'MGF del 98%), mandenkà (97%), diola (87%), serer (43%) i wòlof (12%). Les zones urbanes reporten taxes d'MGF d'aproximadament el 56%, mentre que a les zones rurals, les taxes superen el 90%. La majoria de dones gambianes que es van sotmetre a MGF van afirmar que ho van fer principalment perquè la religió ho obligava. L'edat en què es practica l'MGF a les nenes gambianes oscil·la entre els 7 dies després del naixement fins a la preadolescència.
Un estudi clínic de 2011 informa que el 66% de les MGF a Gàmbia eren de tipus I, un 26% de tipus II i un 8% de tipus III. Al voltant d'un terç de totes les dones a Gàmbia amb MGF, inclòs el tipus I, van patir complicacions de salut a causa del procediment. El 2015, el president de Gàmbia, Yahya Jammeh, va prohibir l'MGF.

### Mali
La mutilació genital femenina és freqüent a Mali. L'OMS dona una prevalença del 85,2% per a dones de 15 a 49 anys el 2006 a Mali. En un informe de 2007, el 92% de totes les dones malienes d'entre 15 i 49 anys havien estat sotmeses a MGF. Les taxes d'MGF són més baixes només entre els songhais (28%), els tamatxek (32%) i els bozo (76%). Gairebé la meitat són de tipus I, una altra meitat de tipus II. La prevalença varia amb la religió a Mali; L'MGF és freqüent en el 92% de les musulmanes, el 76% de les cristianes.
Al voltant del 64% de les dones de Mali creuen que l'MGF és un requisit religiós. L'any 2002, Mali va crear un programa governamental destinat a desanimar la mutilació genital femenina (Ordinance No. 02-053 portant création du programme national de lutte contre la pratique de l'excision [Ordenança per la qual es crea un programa nacional per combatre la pràctica de la mutilació genital femenina]). No hi ha cap legislació específica que criminalitzi l'MGF.

### Ghana
La mutilació genital femenina està present a Ghana en algunes regions del país, principalment al nord del país, a la regió Superior Oriental. Segons l'OMS, la seva prevalença és del 3,8%. El 1989, el cap del govern de Ghana, el president Rawlings, va emetre una declaració formal contra l'MGF. L'article 39 de la Constitució de Ghana també preveu en part que s'abolixen les pràctiques tradicionals que perjudiquen la salut i el benestar d'una persona. El Codi Penal es va modificar el 1994 per prohibir l'MGF, i la llei es va reforçar el 2007. Ghana va ratificar el Protocol de Maputo el 2007.

### Nigèria
Una enquesta demogràfica de 2008 a Nigèria va trobar que el 30% de totes les dones havien estat sotmeses a MGF. Això contrasta amb el 25% informat per una enquesta de 1999 i el 19% per l'enquesta de 2003. Això suggereix que no es poden establir unes tendències, i que les dades són poc fiables en algunes regions, així com la possibilitat que moltes dones estiguin cada cop més disposades a reconèixer haver patit MGF. Una altra possible explicació per a la taxa de prevalença més alta de 2008 és la definició d'MGF utilitzada, que incloïa MGF de tipus IV. En algunes parts de Nigèria, les parets de la vagina es tallen a les nenes acabades de néixer o es realitzen altres pràctiques tradicionals, com ara els talls d'angurya i gishiri, que es troben sota la classificació d'MGF de tipus IV de l'Organització Mundial de la Salut. Més del 80% de totes les MGF es fan a nenes menors d'un any. La prevalença varia segons la religió a Nigèria; L'MGF és freqüent en el 31% de les catòliques, el 27% de les protestants i el 7% de les musulmanes. L'MGF va ser prohibida a tot el país el 2015.

### Guinea
Guinea té la segona taxa de prevalença d'MGF més alta del món. En una enquesta de 2005, el 96% de totes les dones de Guinea d'entre 15 i 49 anystenien MGF. Això suposa un lleuger descens de la pràctica respecte a la taxa d'MGF registrada el 1999 del 98,6%. Entre els joves de 15 a 19 anys la prevalença era del 89%, entre els 20 i 24 anys del 95%. Al voltant del 50% de les dones de Guinea creuen que l'MGF és un requisit religiós. Guinea és predominantment un país musulmà, amb el 90% de la població practicant l'islam. Les elevades taxes d'MGF s'observen a totes les religions de Guinea; L'MGF és freqüent en el 99% de les musulmanes, el 94% de les catòliques i protestants i el 93% de les dones animistes.
L'MGF és il·legal a Guinea segons l'article 265 del Codi Penal. La llei condemna a mort l'autor si la nena mor en els 40 dies posteriors a l'MGF. L'article 6 de la Constitució guineana, que prohibeix els tractes cruels i inhumans, podria interpretar-se que inclou aquestes pràctiques, en cas de presentar un cas al Tribunal Suprem. Guinea va signar el Protocol de Maputo el 2003 però no l'ha ratificat.
L'article 305 del codi penal de Guinea també prohibeix l'MGF, però encara no s'ha condemnat ningú en virtut de cap de les lleis de Guinea relacionades amb l'MGF. A Guinea, en comptes d'aturar l'MGF, la tendència és cap a la medicalització de l'MGF, on la mutilació s'anuncia en condicions higièniques per part de personal amb formació mèdica, que veu que amb l'MGF una font addicional d'ingressos. Segons l'enquesta anterior del 2005, el 27% de les noies van ser mutilades per personal amb formació mèdica.

## Situació a Catalunya
A Catalunya la mutilació genital femenina és delicte i comporta penes de presó. Gràcies a modificacions del Codi Penal i de la Llei Orgànica del Poder Judicial, la MGF es pot perseguir i castigar encara que s'hagi practicat fora de les fronteres.
El país compta amb un sistema pioner, exemple de bona pràctica a nivell internacional, que es vehicula a través del Protocol d'actuacions per prevenir la mutilació genital femenina i que implica diversos departaments de la Generalitat de Catalunya. Des del 2002, la feina de prevenció s'articula per mitjà del Grup de treball per a l'abordatge de la MGF, que està format, entre d'altres, per professionals dels àmbits sanitari, social, educatiu i policial, i que interactuen amb les comunitats i treballen per conscienciar sobre la necessitat d'erradicar i prevenir la pràctica de la mutilació genital i fer un seguiment especial en situacions de risc. Una de les tasques dutes a terme és intentar convèncer les famílies d'origen immigrant durant les consultes pediàtriques per tal que es comprometin a no mutilar, garantint la integritat física i psicològica de les nenes.
El 2007 es va iniciar un programa de reconstrucció de genitals a la Fundació Dexeus Dona, i des de 2015, el Servei Català de la Salut ha assumit aquesta intervenció, centralitzant totes les intervencions a l'Hospital Clínic de Barcelona.
La Fundació Wassu UAB, nascuda a la Universitat Autònoma de Barcelona, treballa en la prevenció de la pràctica tradicional de l'ablació, la cura de les conseqüències que té la mutilació i l'acompanyament de les nenes i dones que la pateixen. L'entitat va ser creada per l'antropòloga Adriana Kaplan Marcusán, que investiga i lluita per erradicar la mutilació genital femenina entre Gàmbia i Catalunya.

## Legislacions
La mutilació genital femenina, en qualsevol de les seves modalitats, es troba penada per la llei als principals països del continent europeu.
La circumcisió masculina, de pràctica obligatòria per a creients jueus i musulmans, podria assimilar-se a una mutilació genital masculina, però no és penada per cap llei, sinó que fins i tot és ben vista i és justificada i recolzada per alguns dels qui estan en contra de la mutilació genital femenina, ja que l'OMS recomana la circumcisió masculina per tal de prevenir diferents malalties com el càncer de penis o la sida.
L'ambaixadora de l'Organització de les Nacions Unides contra l'ablació, l'ex-model somalí Waris Dirie, qui patí infibulació als 5 anys, i altres agents que fa anys que treballen al territori (ONG locals o internacionals, grups d'estudi, etc) han aconseguit que aquesta pràctica sigui il·legal en la majoria de països africans, encara que segueixi practicant-se. UNICEF, a un informe, afirma que aquesta pràctica es pot eliminar en tres generacions si hi ha un esforç cultural.

### Antecedents
- 1979 Convenció de Nacions Unides sobre l'eliminació de totes les formes de discriminació contra la dona (en vigor des del 3 de setembre de 1981). En el seu article 5 obliga els Estats a adoptar totes les mesures apropiades per a l'eliminació dels prejudicis i les pràctiques consuetudinàries i de qualsevol altra índole, que estiguin basats en la idea de la inferioritat o superioritat de qualsevol dels sexes o en funcions estereotipades d'homes i dones. La Convenció estableix un òrgan de vigilància de la seva observança en el seu art. 17, el Comitè per a l'Eliminació de la Discriminació contra la Dona, que ha publicat, entre d'altres, la Recomanació General núm 14 (1990) en la qual sol·licita als estats part que adoptin mesures apropiades i eficaces per a l'erradicació de la mutilació genital femenina, centrades en les d'índole sanitària i educativa.[46]

- 1993 Declaració de Nacions Unides sobre Eliminació de la Violència contra la Dona. Entre les principals aportacions d'aquest text, al costat de l'àmplia definició de "violència contra la dona", hi ha la de destacar la violència que té lloc en el marc de la vida privada i que per això romania invisible en molts casos per als poders públics, en ser duta a terme per particulars en les seves relacions personales. Com a mostra d'aquesta classe de violència considera específicament la mutilació genital femenina i en el seu article 4 impedeix als Estats "invocar cap costum, tradició o consideració religiosa per eludir la seva obligació" de procurar eliminar la violència contra la dona.[46]

### Àfrica
El 8 d'agost de 2016 el Parlament Panafricà, òrgan legislatiu de la Unió Africana va aprovar la prohibició de les pràctiques de la mutilació genital femenina en els seus 50 estats membres. L'acord va arribar després de converses entre el Grup de Treball per a la Dona del Parlament i representants del Fons de Població de Nacions Unides celebrades dies abans a Johannesburg. Els 250 parlamentaris van signar un pla d'acció per erradicar aquesta pràctica.
L'ambaixadora de l'Organització de les Nacions Unides contra l'ablació, l'ex-model somalí Waris Dirie, qui patí infibulació als 5 anys, i altres agents que fa anys que treballen al territori (ONG locals o internacionals, grups d'estudi, etc) han aconseguit que aquesta pràctica sigui il·legal en la majoria de països africans, encara que segueixi practicant-se. UNICEF, a un informe, afirma que aquesta pràctica es pot eliminar en tres generacions si hi ha un esforç cultural.

### Europa
L'augment de la immigració ha portat aquesta pràctica a Europa. La mutilació genital femenina, en qualsevol de les seves modalitats, es troba penada per la llei en els principals països d'aquest continent amb algunes excepcions com Itàlia o Irlanda. No obstant això, encara que existeixen en alguns països europeus amb normatives legals de control sobre el permís de sortida per a les nenes en situació de risc per aquest tipus de costums, hi ha denúncies que mig milió de dones i nenes han patit l'MGF a Europa, fins i tot en centres sanitaris sota mà. Un imam de Bristol aconsellava que l'ablació de les nenes sigui realitzada a l'estranger per burlar la prohibició que des de 2003 pesa sobre aquesta pràctica al Regne Unit.

#### Espanya
A Espanya el 2003 es va aprovar la L.O. 11/2003, de 29 setembre, que modifica el Codi penal, i en la qual té lloc la tipificació d'un nou delicte de mutilació genital mitjançant la nova redacció donada a l'art. 149 del C.P. L'esmentat article descrivia un tipus agreujat de lesions, en atenció a la seva entitat, als quals s'equipara el nou resultat lesiu expressament descrit.
El 2005 es va aprovar la Llei Orgànica 3/2005 de 8 de juliol per perseguir extraterritorialment la pràctica de la mutilació genital femenina. La resolució permet als jutges espanyols condemnar les ablacions fetes a les nenes, no només dins les fronteres espanyoles sinó també fora d'elles. L'ablació femenina ja es trobava tipificada com a delicte al Codi Civil, però els tribunals no tenien fins aquesta llei la capacitat d'actuar contra els que cometien aquest delicte a l'estranger, aprofitant habitualment viatges de vacances amb les seves filles als seus països d'origen.
El 2014 es torna a modificar la llei, de manera que el delicte sols es pot perseguir extraterritorialment si l'ha comès un espanyol, o bé un estranger resident habitual a Espanya, i la víctima també és resident habitual a Espanya en el moment de la mutilació, encara que aquesta es practiqui fora.